# Jardins de Maizicourt
Les jardins de Maizicourt sont situés sur le territoire de la commune de Maizicourt au nord du département de la Somme.  Constitués d'un parc privé d'une superficie de 10 hectares, ils sont ouverts au public une partie de l’année.

## Historique
Les jardins de Maizicourt entourent un château en brique et pierre construit dans la première moitié du XVIIIe siècle pour le compte de Louis-François de La Houssoye (1705-1746), vicomte de Maizicourt et seigneur de Neuvillette, page de la Grande Ecurie du roi de France.
En 1989, Catherine et André Guévenoux rachetèrent la propriété et redessinèrent les jardins laissés à l’abandon.
Les jardins de Maizicourt ont obtenu le label Jardin remarquable.
En 2003, le Prix national « Jardin et Vieilles Maisons françaises » leur a été attribué.
En 2006, ils ont obtenu le Prix national des « Jardins de l’année ».

## Caractéristiques

### Le château
C’est un petit château de brique et pierre construit sur un seul niveau de U. Il est coiffé d’un toit d’ardoise à larges pans. Sur le fronton de la façade ont été sculptées au XIXe siècle des armoiries des familles Mellier et Acquet de Férolles. La cour d’honneur est fermée par une grille en ferronnerie. Sur la façade arrière, plus sobre, un cadran solaire a été scellé.
Le château est accompagné de granges, d’écuries, d’un mur d’enceinte. L’église du village se trouve à proximité immédiate du château.

### Les jardins
Réaménagé totalement à partir de 1989, la caractéristique principale des jardins est la présence de nombreuses topiaires. Les jardins sont parsemés de fabriques reconstruites ou construites en matériaux traditionnels (brique, bois, torchis...) à la fin du XXe siècle : pigeonnier, poulailler, écurie, maison du jardinier... Une vingtaine de jardins se succèdent sur une dizaine d'hectares :
- À l'entrée des jardins se trouvent l'orangerie et un jardin japonais planté de cerisiers pleureurs, de bambous, de conifères.
- Le jardin jaune est planté de cerisiers Shirotae, hydrangeas, rosiers anglais, géraniums botaniques etc.
- la cour d’honneur, plantée  de vivaces, de rosiers anciens et hydrangeas, ifs...
- Le potager planté de légumes, de fleurs à couper, des rosiers, de simples et agrémenté de tonnelles et d'arceaux.
- La loge composée de l'ancienne écurie, de l'ancien four à pain, de l'ancienne buanderie. Le jardin de la fontaine est planté de rosiers, de magnolias, hydrengeas Annabelle, de rosiers, de plantes vivaces. Le jardin du puits est planté de rosiers, lavandes, de buis et de plantes vivaces.
- Le tapis vert s'étend devant la façade arrière du château planté de rhododendrons, de magnolias, d'hydrangeas, de plantes vivaces.
- Le cloître planté de graminées, d’arums et de pivoines blanches, bambous, rosiers...
- Le pédiluve est planté de plantes aquatique et de milieux humides : saules, gunneras, ligulaires, cotonéasters, plantes graminées, plantes vivaces et rosiers.
- l'allée des sangliers est plantée d'une haie de charmes, houx, loniceras, cerisiers, pommiers, aubépines, hydrangeas.
- Le jardin du pigeonnier est plané de rosiers, de pivoines, de fuchsias, de monardes, de vignes, de houx, de pavots, d'iris, etc.
- Le verger de Lucie est planté de pommiers, de poiriers, de seringats et de bulbes.
- Le coin d'Eugénie et sa tonnelle est planté de cerisiers japonais, d'ifs, de pivoines, de plantes à bulbes.
- La prairie de Charlotte semée d'arbustes à fleurs, de fleurs sauvages, de plantes à bulbes, d'herbes hautes...
- L'allée des buis est parsemée de cytises, cornouillers, azalées, pivoines, rosiers, spirées, lilas, rhododendrons...
- L'allée dauphine présente des églantines, des houx, des cornouillers, des amélanchiers, des loniceras.
- Le tour des haies est planté de marronniers, d'iris de Sibérie, de géraniums, de plantes à bulbes.
- Les terrasses sont un jardin italien avec des charmes pyramidaux, des arbres tortueux, des plantes tapissantes, des pivoines.
- Le sous-bois planté de noisetiers, d'érables japonais, de rhododendrons, des hellébores, des hamamélis, de plantes à bulbes.
- Le tombeau d'Albert, avec ses buis, ses houx taillés en nuages, ses hydrangeas, ses plantes à bulbes.
- Le clos des enfants, avec sa cabane en saules tressés, ses bouleaux et ses plantes à bulbes.
- L'ancienne mare est entourée d'une haie et plantée de ligulaires, astrances, astilbes, persicaires...
- L'allée des peupliers avec ses conifères, son lierre, ses graminées.
- Le sentier des oiseaux, ses nichoirs et ses hydrangeas.

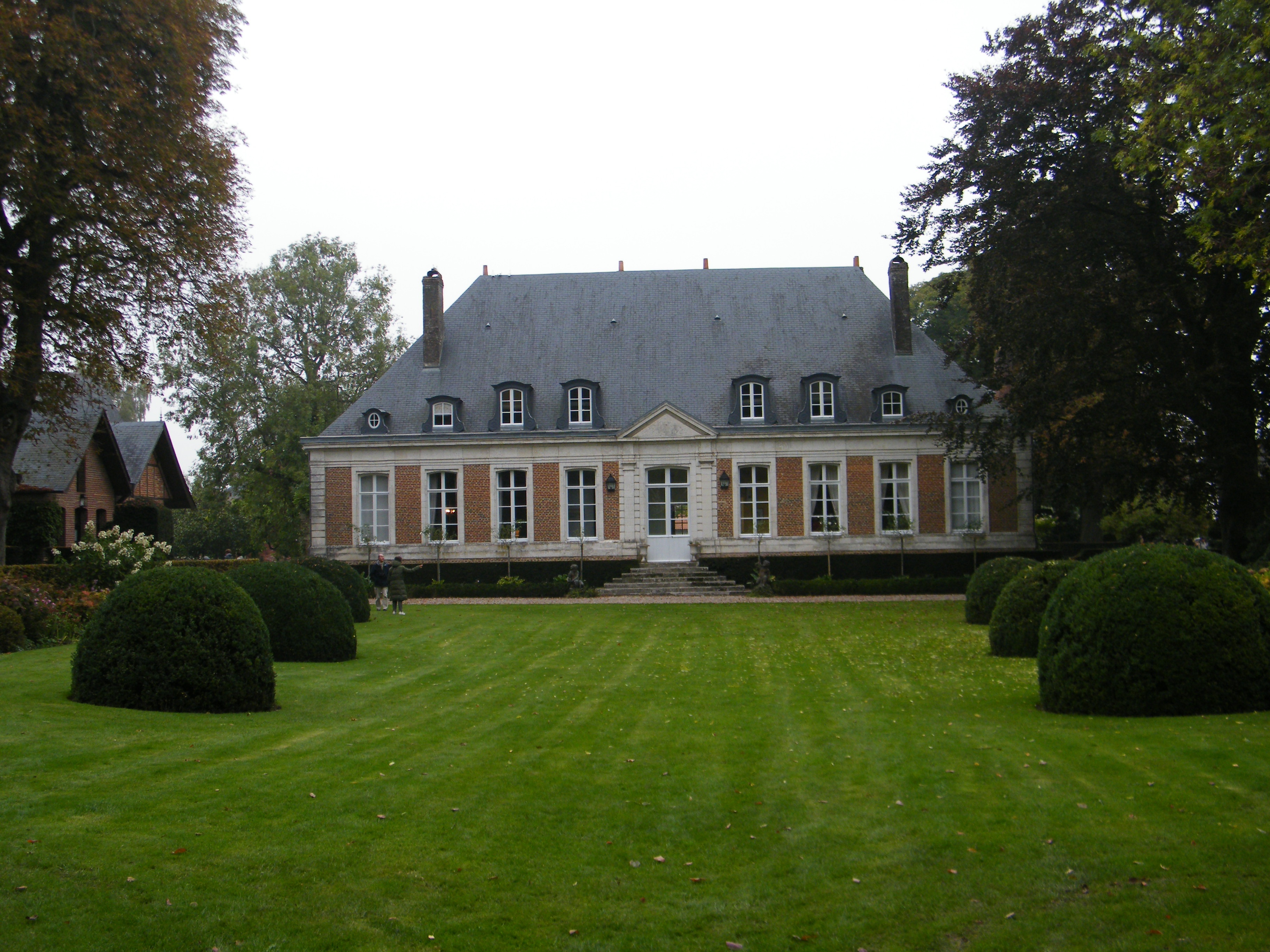
Façade arrière du château.
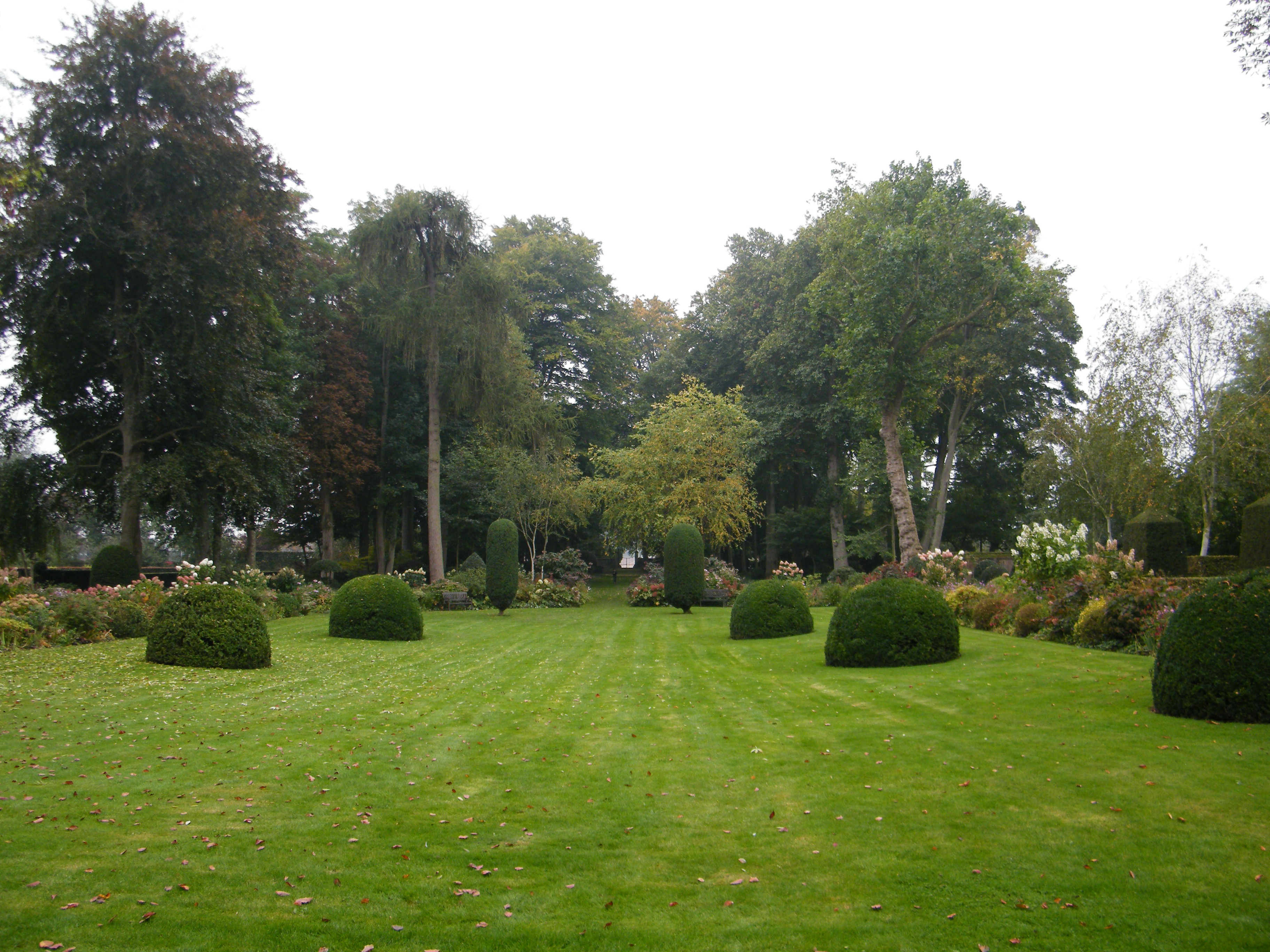
Perspective arrière.
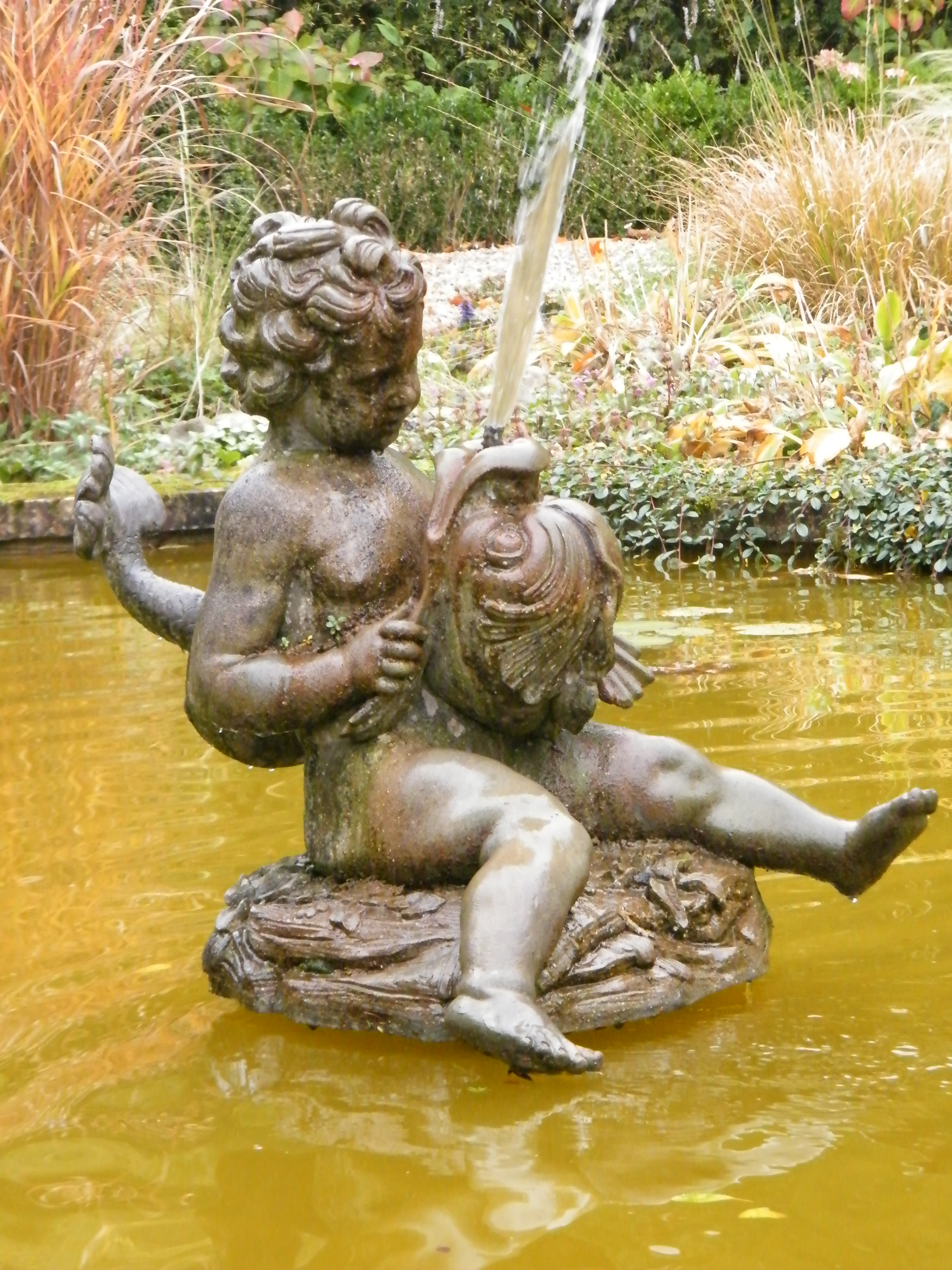
Dans l'« ancienne » mare.
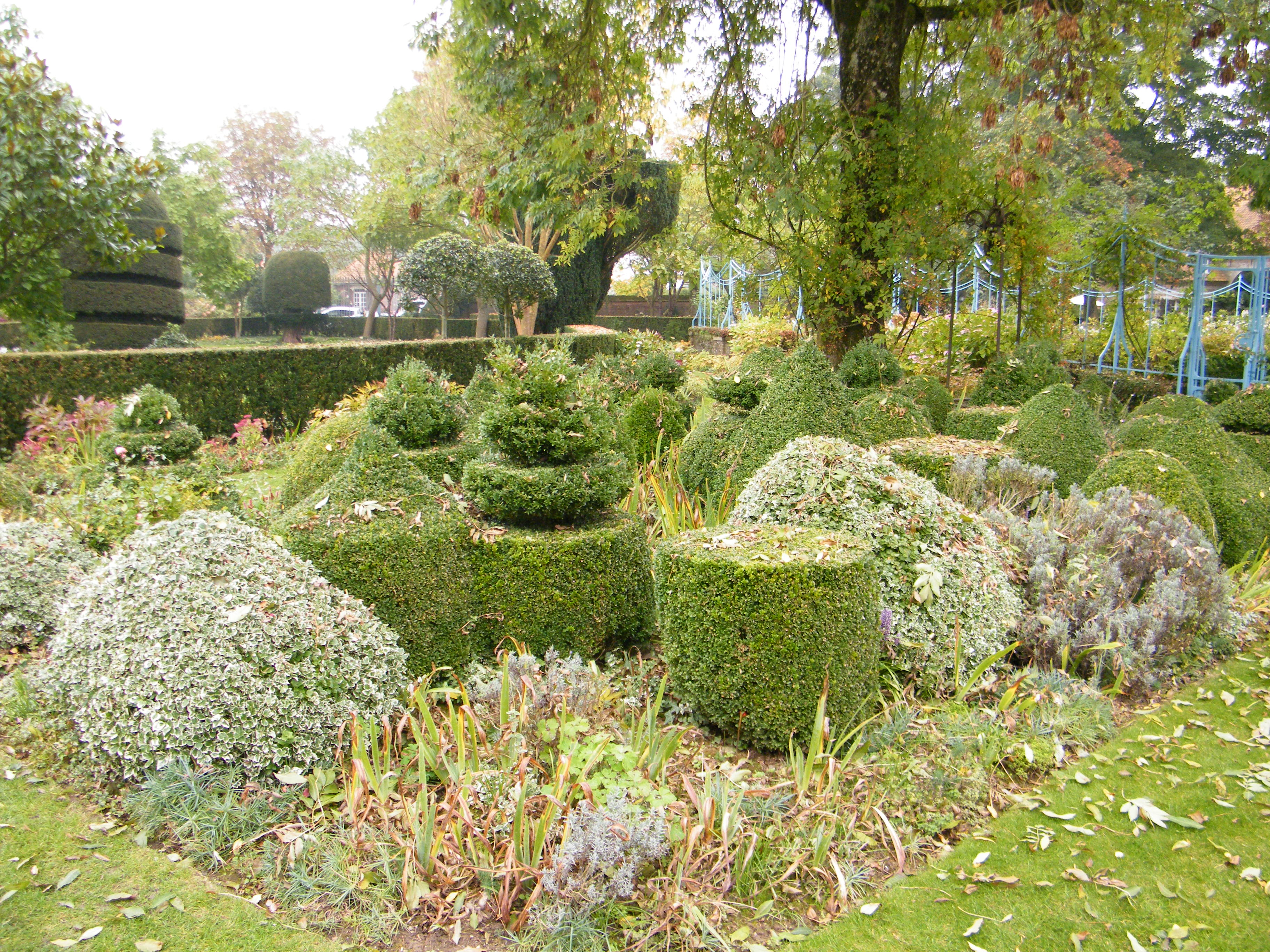
Buis en topiaires.
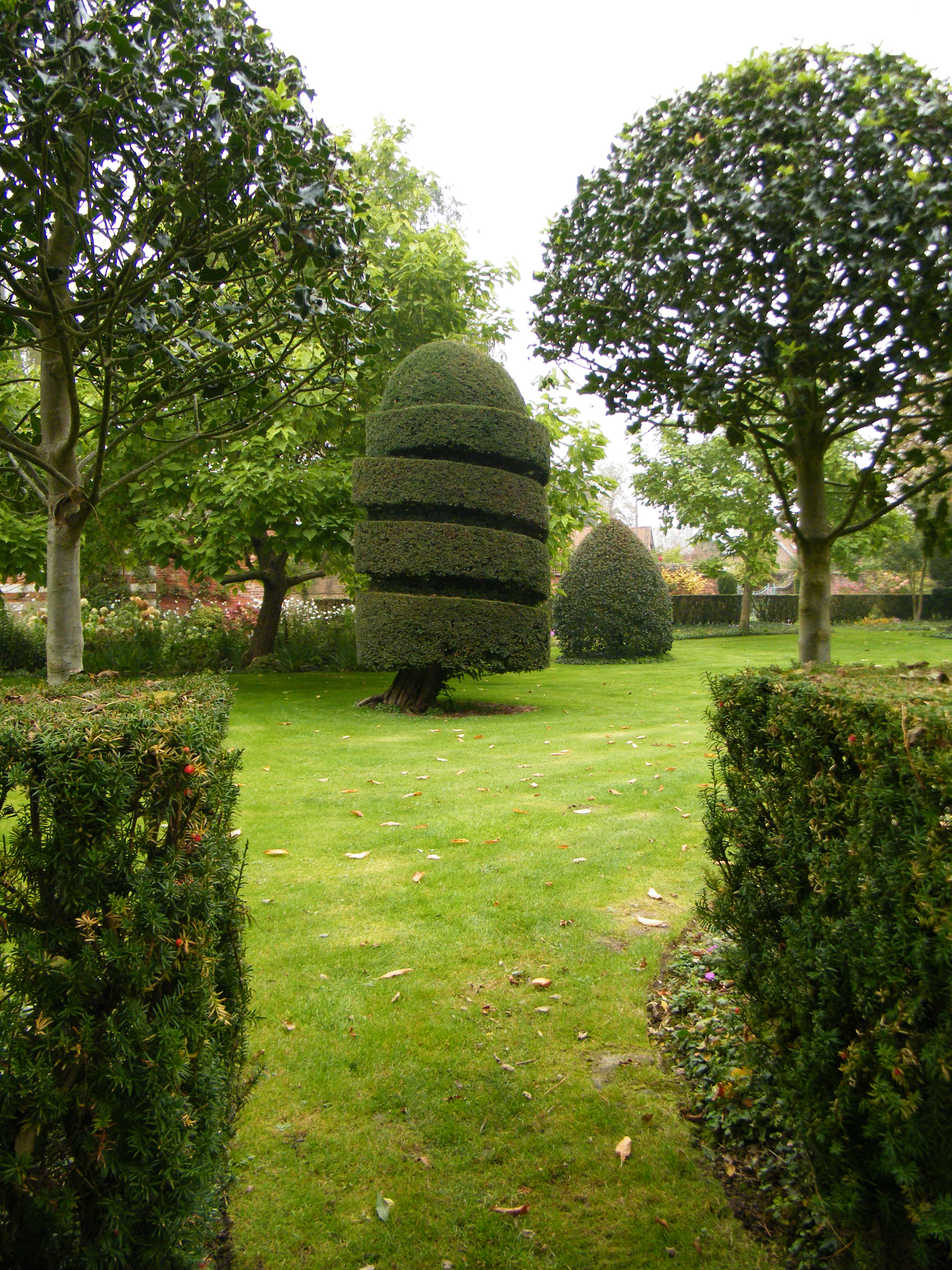
Ifs sculptés.

### Arbres remarquables
- collection de bouleaux
- châtaigniers
- collection d’érables
- hêtres
- houx anciens
- ifs
- Paulownia
- platanes
- Prunus, Malus…

Certains de ces arbres sont centenaires.

### Arbres d’alignement
- charme,
- marronnier,
- peuplier,
- tilleul…

### Arbres fruitiers
- cerisiers,
- cognassiers,
- poiriers,
- pommiers,
- pruniers…

### Décoration
Statue, fabrique de jardin, pavillon, kiosque, fontaine...

## Distinctions
- Prix national « Jardin et Vieilles Maisons françaises » (2003)
- Prix national des « Jardins de l’année » (2006)